# Friedrich Gottlieb Welcker
Friedrich Gottlieb Welcker, född den 4 november 1784 i Grünberg, Hessen, död den 17 december 1868 i Bonn, var en tysk filolog och klassisk arkeolog, bror till Carl Theodor Welcker, farbror till Hermann Welcker.
Welcker vistades 1806-1808 i Rom och befordrades 1809 till professor i arkeologi och filologi i Giessen, men måste 1816 lämna denna befattning till följd av konflikter med myndigheterna, föranledda av hans självständiga och frisinnade uppträdande. Samma år kallades han till professor i Göttingen och 1819 i Bonn, där han verkade till 1859 och inlade stor förtjänst bland annat genom att grundlägga det akademiska biblioteket och konstmuseet. 
Bland frukterna av hans ytterst omfångsrika och mångsidiga författarverksamhet kan nämnas Die aeschyleische Trilogie Prometheus (1824), Die griechìschen Tragödien mit Rücksicht auf den Epischen Cyklus geordnet (1839-1841), Der epische Cyklus oder die homerischen Dichter (1835-1849; ny upplaga 1865-1882), Die griechische Götterlehre (1857-1862) och Alle Denkmäler (1849-1864). I förening med Näke och Ritschl var Welcker under många år utgivare av den filologiska tidskriften "Rheinisches Museum".